# Douelle (tonneau)
Pour les articles homonymes, voir Douelle.
 (avril 2021).
Si vous disposez d'ouvrages ou d'articles de référence ou si vous connaissez des sites web de qualité traitant du thème abordé ici, merci de compléter l'article en donnant les références utiles à sa vérifiabilité et en les liant à la section « Notes et références ».

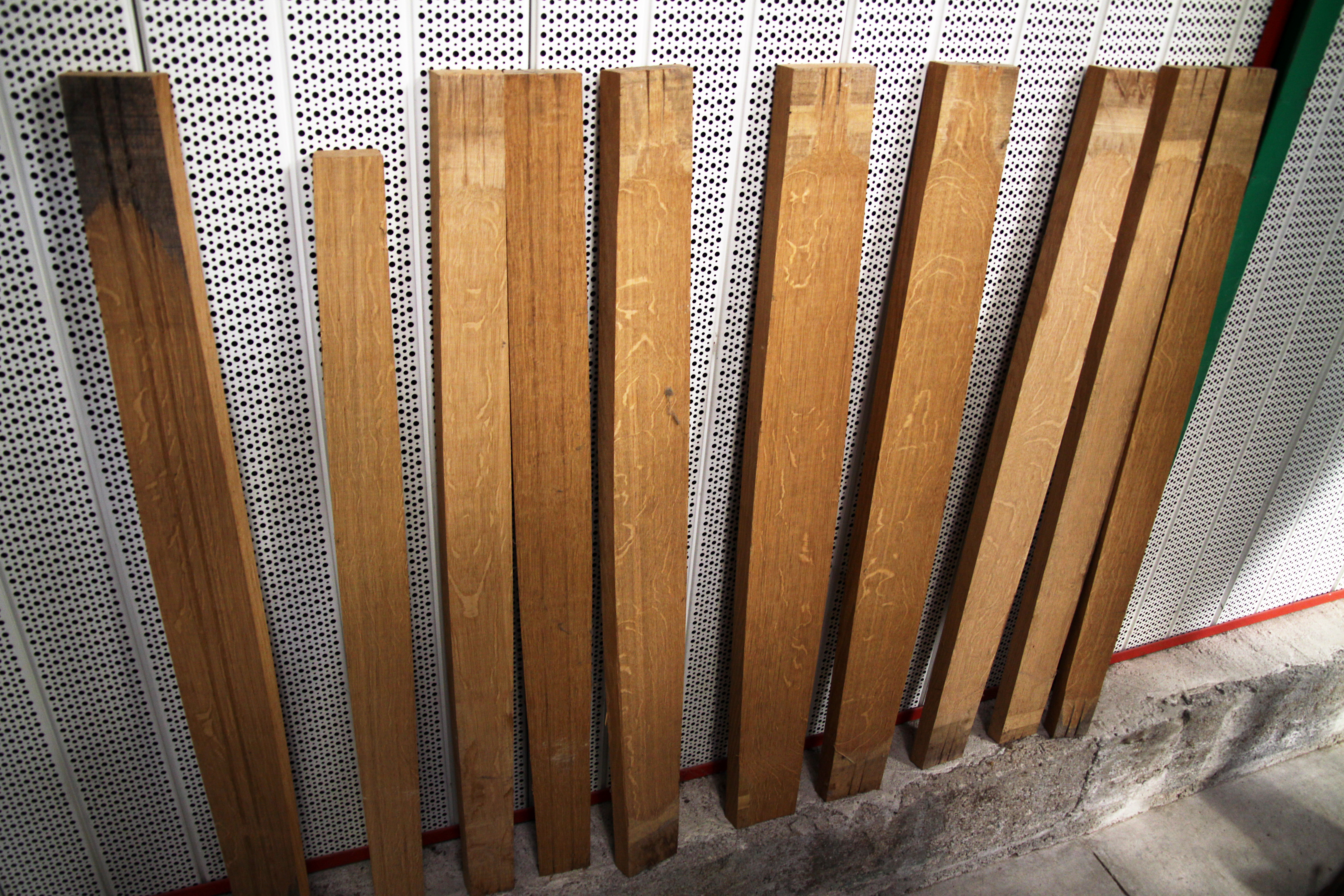
Douelles de différentes tailles.

Une douelle, ou douve, est une pièce en bois de chêne qui forme avec d'autres la paroi des tonneaux.
Une douelle de plus petite taille est aussi appelée douvelle.

## Fabrication
Une douelle se fabrique en travaillant un merrain par les opérations mécaniques de dolage, d'évidage, de fléchage et de jointage. Elles font environ 90 cm de long pour une largeur de 5 à 10 cm pour les tonneaux de contenance classique (228 L).

## Propriétés

Infiltration du vin dans une douelle.

Le bois des douelles présente des pores, par lesquels le vin pénètre légèrement dans la douelle. À l'inverse, l'air passe dans le vin par ces mêmes pores, lui apportant une oxygénation modérée.
Le vin infiltré entre les douelles, ou dans les douelles, peut augmenter les risques de contaminations microbiologiques, responsables de défauts du vin.
La résistance mécanique des douelles est importante, leur agencement en cercle permet de répartir la force exercée sur chacune des autres douelles. Le tonneau peut ainsi être stocké, roulé, basculé, vide ou plein, sans risque de casse.

## Utilisation

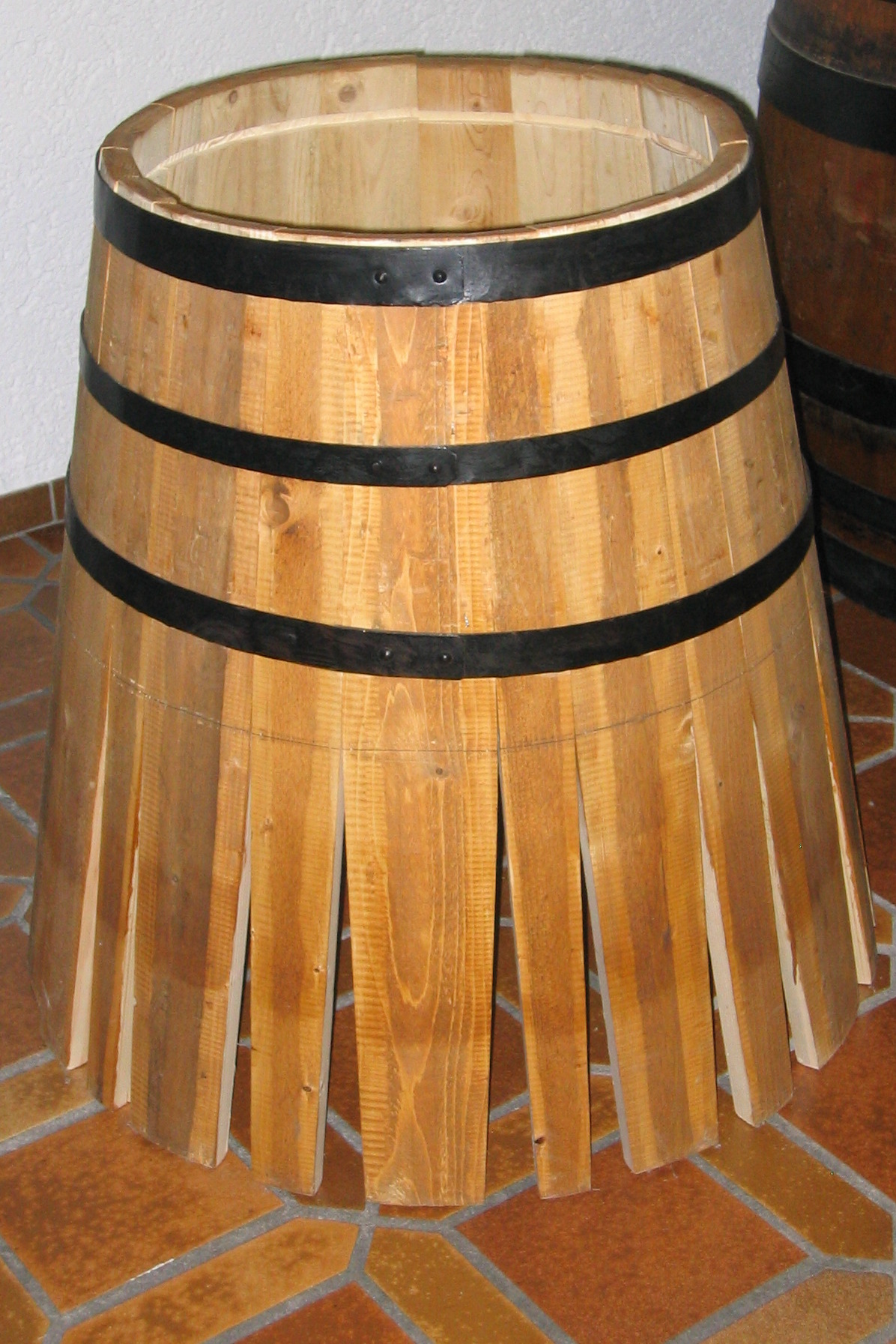
Douelles lors de la mise en rose d'un tonneau.

L'assemblage des douelles côte à côte et leur cerclage permet l’étanchéité du tonneau. La pression exercée par les cercles est suffisante pour assurer l'étanchéité sans autre besoin de joint.
Lorsque les fûts sont très usagés et que leurs qualités œnologiques disparaissent, les douelles peuvent être utilisées comme éléments de décoration.